# Березовське (заказник)

«Березовське» — ландшафтний заказник місцевого значення. 
Заказник розташовується в адміністративних межах Димарської сільської ради Іванківського району.
Об’єкт знаходиться на території Іванківського спеціалізованого державного агролісогосподарського підприємства «Держагролісгосп» – квартал 8, виділи 39, 47, 4, 34, 41, 42, 43, 45, 46; квартал 9, виділи 1-37; квартал 10, виділи 1—26. 
Оголошено рішенням Київської обласної ради V скликання від 23.07.2009 р. №490-25-V.
Лісові насадження заказника представлені різновіковими грабом, березою повислою, сосною звичайною, дубом звичайним. Частину заказника займають водно-болотні угіддя, які мають надзвичайно важливе значення для збереження біорізноманіття птахів. Поєднання різних типів лісу обумовлює фауністичне біорізноманіття.
Поряд з представниками лісових біотопів різних типів тут мешкають тварини, характерні для болотних комплексів. Із ссавців в урочищі поширені сірий заєць, лисиця, велика популяція диких кабанів, їжак білочеревий та нориця водяна. 
Також урочище населяють численні види птахів, характерних для даного біотопу (дрозди, синиці, дятли, горлиці та інші).